# 2e Leger (Wehrmacht)
Het 2e Leger (Duits: 2. Armee) was een onderdeel van het Duitse leger in de Tweede Wereldoorlog. Het werd opgericht op 20 oktober 1939.

## Tweede Wereldoorlog
Tijdens de inval in Frankrijk fungeerde het 2e Leger als ondersteuning van de Panzergruppe Kleist en Panzergruppe Guderian. Na de campagne werd het leger naar Duitsland teruggetrokken. Onderdelen van het 2e Leger namen in maart 1941 deel aan de aanval op Joegoslavië en Griekenland. Daarna vormde het 2e Leger de zuidelijke flank van Heeresgruppe Mitte tijdens operatie Barbarossa en vocht het aan het oostfront. Na het Russische zomeroffensief van 1944 (Operatie Bagration) trok het 2e Leger zich terug. Op het einde van de oorlog vormde het 2e Leger de verdediging in Oost-Pruisen en West-Pruisen. Zijn koppige verzet gaf duizenden Duitse burgers de kans om naar het westen te ontsnappen. Uiteindelijk gaf het 2e Leger zich op 9 mei 1945 over.

## Commandanten[1]
| Rang                        | Naam                  | Begin            | Eind             |
| --------------------------- | --------------------- | ---------------- | ---------------- |
| Kolonel-generaal            | Johannes Blaskowitz   | 14 oktober 1939  | 20 oktober 1939  |
| Kolonel-generaal            | Maximilian von Weichs | 20 oktober 1939  | 15 november 1941 |
| Generaal der Pantsertroepen | Rudolf Schmidt        | 15 november 1941 | 25 december 1941 |
| Generaal der Cavalerie      | Maximilian von Weichs | 25 december 1941 | 15 juli 1942     |
| Generaal der Infanterie     | Hans von Salmuth      | 15 juli 1942     | 3 februari 1943  |
| Generaal der Infanterie     | Walter Weiss          | 3 februari 1943  | 12 maart 1945    |
| Generaal der Pantsertroepen | Dietrich von Saucken  | 12 maart 1945    | 9 mei 1945       |

Op 19 juli 1940 werd Maximilian von Weichs tot Kolonel-generaal bevorderd.
Op 1 januari 1943 werd Hans von Salmuth tot Kolonel-generaal bevorderd.
Op 1 februari 1944 werd Walter Weiss tot Kolonel-generaal bevorderd.